# سيدي ثابت
سيدي ثابت إحدى مدن الجمهورية التونسية، تقع في ولاية أريانة.
توجد عدة مؤسسات في المدينة:
- القطب البيوتكنولوجي بسيدي ثابت
- المدرسة الوطنية للطب البيطري بسيدي ثابت
- المعهد العالي للبيوتكنولوجيا بسيدي ثابت
- المركز الوطني للعلوم والتكنولوجيا النووية
- المعهد الوطني للبحث والتحليل الفيزيائي الكيميائي

### مواضيع ذات علاقة
- ولاية أريانة.